# Norrbyn, Skellefteå kommun
Norrbyn är en bebyggelse   i Burträsks socken i Skellefteå kommun, Västerbottens län (Västerbotten). SCB avgränsar här en småort sedan 2023